# Koya Okuda
Koya Okuda (奥田 晃也 Okuda Koya?, Wakayama, 1 de octubre de 1994) es un futbolista japonés que juega como centrocampista en el Mito HollyHock.

## Clubes
| Club                      | País  | Año       |
| ------------------------- | ----- | --------- |
| YSCC Yokohama             | Japón | 2017-2019 |
| Mito HollyHock            | Japón | 2020-2021 |
| V-Varen Nagasaki          | Japón | 2022-2023 |
| Zweigen Kanazawa (cedido) | Japón | 2023      |
| Tochigi S. C.             | Japón | 2024      |
| Mito HollyHock            | Japón | 2025-     |